# 410 a.C.
Il 410 a.C. (CDX a.C. in numeri romani) è un anno  del V secolo a.C.

## Eventi
- La flotta di Atene, riunitasi in assemblea, decreta il ritorno di Alcibiade, nominandolo stratego.
- Vittoria ateniese di Cizico.
- Roma
  - Consoli Gaio Valerio Potito Voluso e Manio Emilio Mamercino

## Nati
- Androzione, politico e storico ateniese († 340 a.C.)

## Morti
- Ippocrate di Chio, matematico e astronomo greco antico (n. 470 a.C.)
- Mindaro, ammiraglio spartano
- Seute I, sovrano